# Sarah Miro Fischer
Sarah Miro Fischer (* 1993 in Deutschland) ist eine deutsche Regisseurin und Drehbuchautorin, deren Spielfilm  Schwesterherz (englisch The Good Sister) bei den 75. Internationalen Filmfestspielen Berlin 2025 in der Sektion Panorama Weltpremiere feierte.

## Leben und Karriere
Sarah Miro Fischer begann an der Escuela Nacional de Cine (Staatliche Filmschule) in Bogotá Film zu studieren, zog dann nach Berlin und machte 2024 ihren Abschluss an der Deutschen Film- und Fernsehakademie Berlin.
2022 erschien ihr Kurzfilm Spit, der von der Gewaltfantasie einer Frau und ihrer körperlichen Selbstbestimmtheit handelt und beim Imagine This Women´s Film Festival 2022 in New York eine lobende Erwähnung erhielt.
Ihr erster Langfilm Schwesterherz stellt ihren Akademieabschluss dar. Er wurde auf dem 72. Internationalen Filmfest von San Sebastián unter dem Titel Blaue Flecken gezeigt und gewann dort den WIP Europa und den WIP Industry Preis. Weltpremiere feierte Schwesterherz auf der Berlinale 2025. Sarah Miro Fischer führte bei ihrem Debütlangfilm nicht nur Regie, sondern schrieb auch das Drehbuch in Zusammenarbeit mit Agnes Maagaard Petersen, mit der sie eigenen Angaben zufolge schon vorher zusammengearbeitet hatte. Sie lobte die effektive und rasche Zusammenarbeit in folgenden Worten: „it was great to have a dynamic between two minds bouncing things back and forth.” (Es war großartig, eine Dynamik zwischen unseren Gedanken hin- und hergehen zu sehen). Ihr Film wurde besonders für die gut ausgearbeiteten Charaktere gelobt, Maggie Gogler fasste dies folgendermaßen auf viewofthehearts zusammen: „The brilliance of The Good Sister lies in its characters and the complex relationships they share.“ (Die Brillanz von The Good Sister liegt in seinen Charakteren und den komplexen Beziehungen, die sie miteinander teilen). Außerdem wurde auch Fischers Regie ausdrücklich gelobt, da sie den Mut zu unbequemen Wahrheiten habe. In dem Film wird die enge Beziehung zwischen den Geschwistern Rose und Sam beschrieben, die sich dadurch verändert, dass dem Bruder eine Vergewaltigung vorgeworfen wird. Zu diesem Tatbestand wird Rose als Zeugin vorgeladen. Im Film wird die Frage aufgeworfen, inwiefern die Nähe zu einer Person den Blick auf die Realität verstellen kann.
Sarah Miro Fischer lebt in Berlin.

## Filmografie
- 2022: Spit (Kurzfilm, Regie, Drehbuch, Schnitt)
- 2025: Schwesterherz (Regie und Drehbuch zusammen mit Agnes Maagaard Petersen)

## Auszeichnungen
- 2022: lobende Erwähnung beim Imagine This Women´s International Film Festival in New York 2022
- 2024: Teilnahme am WIP Europa & Industry Preis beim 72. San Sebastián International Film Festival[7]
- 2025: Teilnahme an der 75. Berlinale